# Барклај де Толи
Михаил Барклај де Толи (Памушис, 27. децембар 1761 — Инстербург, 26. мај 1818) био је руски фелдмаршал, пореклом балтички Немац и Шкот.
У наступању руске армије кроз Источну Пруску 1807. године био је командант једне од претходница која је успешно обезбеђивала руску главнину, а затим командант заштитнице која је омогућила руским снагама да се среде и приме битку код Пројсиш Ајлауа 7-8. фебруар 1807. У рату против Шведске 1808-1809, командант је пешадијске дивизије. Маја 1809. године постављен је за генералног гувернера и главног команданта руске војске у Финској, а јануара 1810. за војног министра. На том положају реорганизовао је и јачао руску војску. На почетку Наполеонове инвазије на Русију 1812. године, задржао је положај министра и преузео команду над руском 1. армијом, а после одласка цара Александра I с фронта, преузео је врховну команду. Избегао је да прими одлучујућу битку над надмоћнијим француским снагама, успешно извршио повлачење у дубину руске територије и спајање руске 1. и 2. армије. Због избегавања одлучујуће битке и сталног повлачења, Барклај је све оштрије критикован у војсци и на двору, чак и називан издајицом, те је цар приморан да за врховног команданта 1. и друге армије постави Михаила Кутузова, а Барклај је остао на челу 1. армије. У Бородинској бици, као командант десног крила допринео је својом изванредном умешношћу и храброшћу уредном повлачењу руске војске ка Москву. Због болести, 27. септембра смењен је са положаја војног министра, а убрзо затим разрешен је и дужности команданта 1. армије. У рату 1813. године примио је команду над 3. армијом, заузео тврђаву Торн, а у бици код Бауцена, на десном крилу савезника, успешно се борио са три пута надмоћнијим француским снагама. За главног команданта руске армије поновно је постављен 31. маја. Допринео је победи над Французима код Кулма и Лајпцига. У наставку рата учествовао је 1814. године у више бојева у Француској. После заузимања Париза унапређен је у фелдмаршала.